# متلازمة ناتالي
متلازمة ناتالي (بالإنجليزية: Nathalie syndrome)‏ هي خلل وراثي نادر في النمو أثناء اضطراب التطور الجنيني.

## التاريخ
في عام 1975 وصف طبيب أربعة أشقاء ظهرت عليهم أعراض الحالة. تمت تسمية الحالة على اسم الأخ الأكبر.